# Звездоплодник
Звездопло́дник, также дамазо́ний (лат. Damasonium), — род травянистых растений семейства Частуховые (Alismataceae).

## Описание

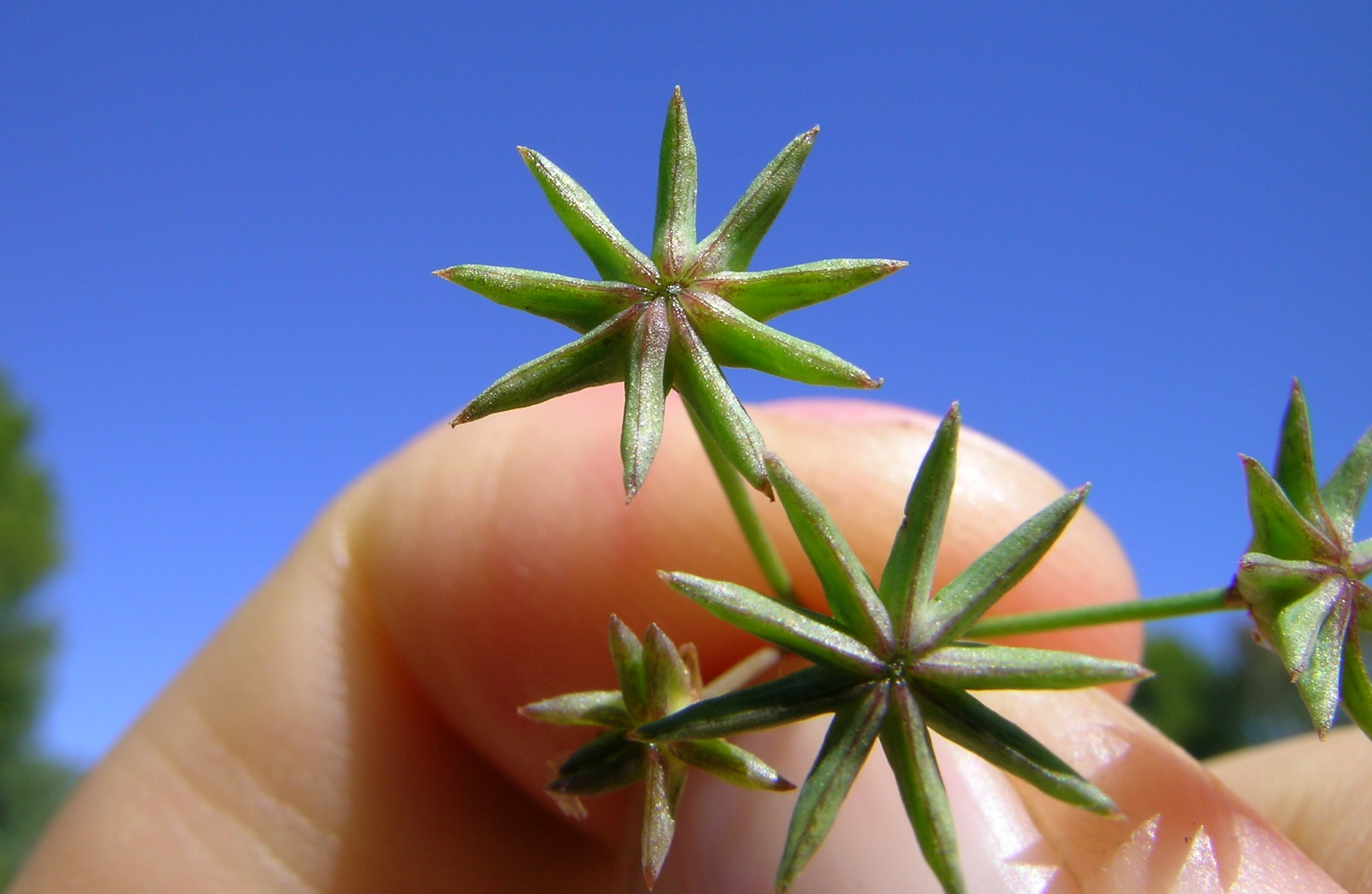
Плоды

Многолетние или однолетние травянистые растения. Листья овальные или ланцетные, основание закругленное или клиновидно суженное, верхушка острая; на длинных черешках, собраны в розетку.
Цветки обоеполые, актиноморфные, собраны мутовками в зонтиковидные, кистевидные или метельчатые соцветия. Чашелистиков 3, зеленоватые, широкояйцевидные, 1,3—2,5 мм длиной; лепестков 3, белые или розовые, у основания желтоватые, 3—6 мм длиной. Тычинок 6, нити сплюснутые. Плодолистиков 6—15, расположены кольцеобразно на колонковидно разрастающемся при плодах цветоложе. Плод звездообразный из отклоненных в стороны плодиков, 6—12 (15) мм длиной, стенки кожистые, продольно ребристые, длинно заострённые. Семена изогнутые, оболочка поперечно-гребенчатая.
Основное число хромосом: x = 7.

## Виды
Род включает 6 видов:
- Damasonium alisma Mill. (1768) typus[1] — Звездоплодник частуховидный
- Damasonium bourgaei Coss. (1849)
- Damasonium californicum Torr. (1857)
- Damasonium constrictum Juz. (1933) — Звездоплодник перетянутый
- Damasonium minus (R.Br.) Buchenau (1871)
- Damasonium polyspermum Coss. (1849)